# Boštjan Horvat
Boštjan Horvat, slovenski atlet, * 12. februar 1975, Ljubljana. 
Horvat je za Slovenijo nastopil na Poletnih olimpijskih igrah 2000 v Sydneyju, kjer se je kot član štafete 4 X 100 m uvrstil v polfinale.